# Obwodnica Śródmiejska w Zamościu
Obwodnica Śródmiejska - obwodnica (nazywana także Małą Obwodnicą) przebiegająca przez środek miasta Zamość, ale omijająca jego ścisłe centrum.
Obwodnica ta powstawała po II wojnie światowej, jednak jej niewielka część istniała już dużo wcześniej. Już wówczas stanowiła małą obwodnicę, którą omijano Twierdzę Zamość od północy i wschodu (ul. Lubelska - ul. Lwowska), później również od strony zachodniej (ul. Szczebrzeska). Najważniejsze fragmenty tej obwodnicy powstawały po uzyskaniu przez miasto statusu miasta wojewódzkiego.
Obwodnicę Śródmiejską stanowią ulice:
- ul. Dzieci Zamojszczyzny - prawie w całości (oprócz północnego fragmentu od skrzyżowania z al. 1 Maja do skrzyżowania z ul. S. Okrzei) jest dwujezdniowa, z rozdzielającym pasem zieleni oraz chodnikiem ze ścieżką rowerową.
- ul. Sadowa - jednojezdniowa ulica z dwoma pasami ruchu w przeciwnych kierunkach, która jest jedną ze starszych ulic Zamościa.
- ul. Peowiaków - również jednojezdniowa ulica, która jest jedną z najstarszych i najruchliwszych ulic miasta.
- ul. Prymasa S. Wyszyńskiego - w całości dwujezdniowa ulica z rozdzielającym pasem zieleni.

Na całej obwodnicy są cztery sygnalizacje świetlne, cztery ronda ułatwiające płynność ruchu i wiadukt nad torami, który jest jedyną tego typu konstrukcją w pobliżu centrum (wybudowany ok. 1980 r. w związku z planowanymi wówczas krajowymi dożynkami, jakie jednak się tu nie odbyły; dwa wiadukty są także na północy miasta, tuż przy jego granicach).